# Demonax hengduanus
Demonax hengduanus là một loài bọ cánh cứng trong họ Cerambycidae.